# Christian Andreas von Cothenius

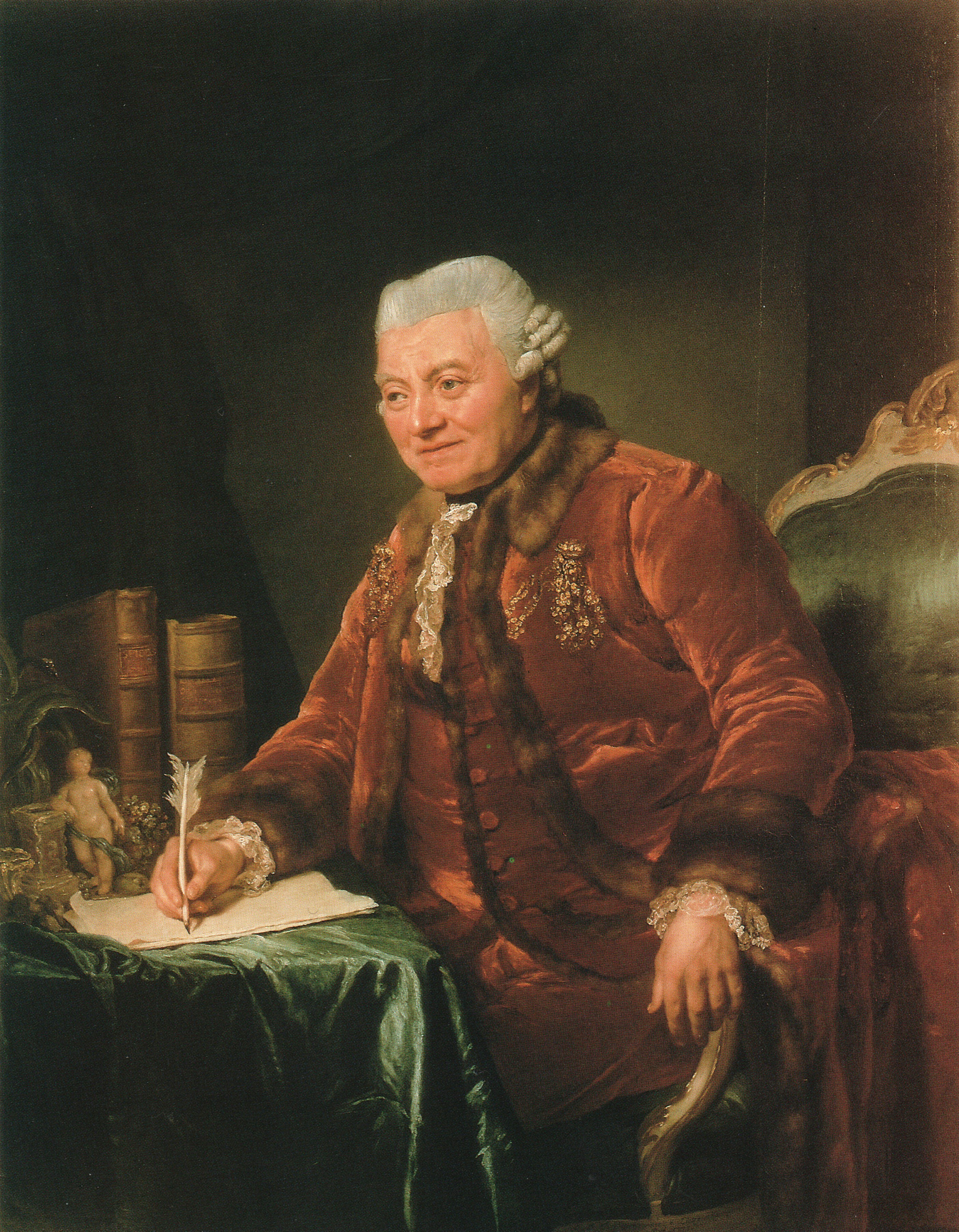
Christian Andreas von Cothenius, porträtiert von Anna Dorothea Therbusch (1777)

Christian Andreas Friedrich von Cothenius, vor 1770 Cothenius (* 14. Februar 1708 in Anklam; † 5. Januar 1789 in Berlin) war ein deutscher Arzt und als Generalfeldstabsarzt  ein Reorganisator des preußischen Lazarettwesens.

## Leben
Christian Andreas Cothenius wurde als jüngstes Kind des Regimentfeldschers Eberhard Wolfgang Coth (Cothenius) und dessen Ehefrau Elisabeth, geborene Kehvell, geboren. Seine Geburtsstadt Anklam gehörte damals zu Schwedisch-Pommern.
Cothenius besuchte die Stadtschule in Anklam, später die Schulen in Stettin und Stralsund. Er folgte mit diesen Schulwechseln seinem Lehrer Christoph Pyl (1678–1739). Ab 1728 studierte er Medizin an der Universität Halle. 1732 erwarb er den Doktortitel und nachdem er 1737 die Approbation „mit Lob erhalten“, wurde er 1738 als Stadtphysikus in Havelberg angestellt. Seine wissenschaftlichen Kenntnisse, seine persönliche Ausstrahlung und sein unermüdlicher Fleiß machten ihn zu einem gefragten Spezialisten, der ständig in der Altmark, im Magdeburgischen oder in Mecklenburg unterwegs war. Dieses rastlose Schaffen und seine medizinischen Leistungen sprachen sich herum, und als der mecklenburgische Hof Cothenius eine Leibarztstelle anbot, sah König Friedrich II. die Zeit für gekommen und ernannte ihn 1748 zum Hofarzt und Stadtphysikus in Potsdam, zum ordentlichen Arzt des großen Militärwaisenhauses und zum Physikus zweier Landkreise. Cothenius trat damit die Nachfolge von Johann Theodor Eller an.
Die Behandlung vieler Mitglieder des königlichen Hofes und weiterer Prinzen und Fürsten brachten ihm manchen Titel und andere fürstliche Belobigungen ein. Zwischen 1756 und 1763, während des Siebenjährigen Krieges, wirkte er als oberster Militärarzt und organisierte im Auftrag des Königs etwa die Einrichtung von Feldlazaratten und eine mustergültige Ordnung in das bis dahin äußerst unzulängliche Lazarettwesen. In der Zeit der Belagerung von Prag fehlte es plötzlich an einem Lazarett für innerlich Kranke. Cothenius, an Fieber erkrankt und eigentlich bettlägerig, erwiderte in einem Brief dem König Friedrich II:

„Ich hoffe, in drei Tagen mit einem Lazarett von 1000 Mann zustande zu kommen; und binnen 12-14 Tagen sollen allda 2000 ihre nötige Besorgung finden.“

Nach der Schlacht von Leuthen gab es nicht nur viele Verwundete (Preußen und Österreicher), sondern es waren auch viele Soldaten an Fleckfieber erkrankt. Die vorhandenen Feldapotheken waren leer und nur durch den persönlichen Einsatz Cothenius' gelang es, aus Dresden entsprechende Heilmittel und Medikamente in größerem Umfang herbeizuschaffen. Die Feldapotheken ließ Cothenius auffüllen und gab außerdem noch jeder Feldapotheke einen Laboranten bei, damit notwendige Medikamente bei Bedarf auch selbst hergestellt werden konnten. Über 100 Rezepturen hat der Generalstabsmedikus für die Apotheken ausgearbeitet und den Laboranten für ihre Arbeit eine wesentliche Hilfe geschaffen.
Nach Friedensschluss rief ihn der König nach Berlin. Hier galt es, die gänzlich in Unordnung geratene Hofapotheke neu zu gestalten. Auch überwachte er die Krankenhäuser der Stadt und die Charité. 1758 wurde nach seinem Vorschlag Johann Christian Anton Theden Dritter Generalchirurg. In seiner eigenen Praxis behandelte er täglich die armen Menschen aus dem Volk mit gleichem persönlichen Einsatz, wie er bisher für die Mitglieder des Hofes und des Adels tat. Dazu eine Äußerung des Leibarztes Friedrich II. Dr. Moehsen:

„Die beständigen Krankenbesuche waren ihm (Dr. Cothenius) so zur Gewohnheit, ja fast zur Leidenschaft geworden, dass er sich nicht glücklich fand, als wenn er recht vielen Hilfsbedürftigen nützlich sein konnte. Alle und jeder Arme und Notleidende hatten bei ihm täglich freien Zutritt, und er stand ihnen bis auf die letzten Tage seines Lebens mit Rat und Tat zur Seite.“

Obwohl er schon das 80. Lebensjahr erreicht hatte, war er noch unermüdlich tätig. Allerdings gingen ihm jetzt einige jüngere Ärzte zur Hand, da die Sehkraft seiner Augen merklich nachließ. Am 5. Januar 1789 mittags 12 Uhr starb Cothenius an Altersschwäche nach nur wenigen Tagen Krankheit. Er wurde auf dem Friedhof I der Jerusalems- und Neuen Kirche vor dem Halleschen Tor beigesetzt. Das Grab ist nicht erhalten.
Das umfangreiche Vermögen, Bücher und seine naturwissenschaftliche Sammlung erhielten die Akademie in Berlin und die Universität in Halle. Finanzielle Zuwendungen stiftete er u. a. auch für die Stadtschule seiner Geburtsstadt Anklam. Als Mitglied und XIII. Director Ephemeridum der Akademie, vermachte er ihr testamentarisch 1000 Taler in Gold mit der Bestimmung, deren Zinsen alle zwei Jahre zur Verleihung einer goldenen, mit dem Bilde des Stifters gezierten Denkmünze im Wert von 60 Talern courant für die beste Bearbeitung einer Preisfrage aus dem Gebiet der praktischen Medizin zu verwenden. Die Prägestempel für die Medaille wurden noch zu Lebzeiten von Cothenius angefertigt.
Die Cothenius-Medaille der Deutschen Akademie der Naturforscher Leopoldina, deren Mitglied er seit dem Jahr 1743 war, ist nach ihm benannt.